# آبشار اسپرینگ‌هیل
آبشار اسپرینگ‌هیل (به انگلیسی: Springhill Falls) آبشاری است که در همیلتون (انتاریو)، کانادا واقع شده و ارتفاع کلی ریزشگاه آن ۵ متر (۱۶ فوت) است.